# Гнилорыбов, Тимофей Еремеевич
Тимофей Еремеевич Гнилорыбов (1 мая 1901 ― 3 ноября 1970) ― советский учёный, хирург, доктор медицинских наук, профессор, заведующий кафедрой общей хирургии Минского медицинского института (1960—1970 гг.), Заслуженный деятель науки и техники Украинской ССР (1954), участник Великой Отечественной войны.

## Биография
Тимофей Еремеевич Гнилорыбов родился 1 мая 1901 года в хуторе Гусев Области Войска Донского в крестьянской семье. В 1920 году завершил обучение в средней школе и поступил учиться на медицинский факультет Ростовского университета, который успешно окончил в 1925 году. Стал работать хирургом-стажёром в городе Армавире, позже, с 1926 по 1930 годы, трудился в должности заведующего хирургическими отделениями сельских больниц Ростовской области.
В 1930 году переехал работать в Ростов-на-Дону, стал клиническим ординатором госпитальной хирургической клиники Ростовского медицинского института, а с 1931 по 1938 годы работал ассистентом в этом учебном заведении.
В 1938 году защитил диссертацию на соискание степени кандидат медицинских наук. В 1941 году защитил докторскую диссертацию. В 1941 году назначен заведующим кафедрой госпитальной хирургии педиатрического факультета Ростовского медицинского института.
Участник Великой Отечественной войны. В тяжёлые военные годы был консультантом эвакогоспиталей в Ростове-на-Дону, работал главным хирургом эвакогоспиталей в городе Кисловодске. Оказавшись с госпиталями, в которых было почти 1000 тяжелораненых бойцов, в немецкой оккупации, самоотверженно боролся за спасение их жизней, не только находя способы лечить в условиях отсутствия лекарств и медоборудования, но и борясь с попытками немецких властей уничтожить всех раненых. Спас немало жизней солдатам и офицерам Великой Отечественной войны. В 1943 году присвоено научное звание профессора.
После окончания войны, в 1945 году, перебирается в Днепропетровск, и начинает работать заведующим кафедрой факультетской хирургии Днепропетровского медицинского института. Здесь же работал заведующим кафедрой госпитальной хирургии, одновременно был деканом лечебного факультета, позже утверждён в должности заместителя директора по научной работе. С 1960 и до окончания жизни работал в Минском медицинском институте. Трудился в должности заведующего кафедрой общей хирургии. С 1964 по 1968 годы — главный хирург Министерства здравоохранения Белорусской советской республики.
Является автором 254 научных работ, среди них 4 монографии, посвящённые проблемам пластической и общей хирургии. По его инициативе стали проводиться новые виды пластических операций: пластика трёхлапчатым филатовским стеблем дефектов носа, этапная пластика трофических язв конечностей филатовским стеблем, пересадка грудины на сосудистой ножке. Был руководителем при выполнении 50 научных диссертаций, среди них 11 докторских.
Активный участник медицинского сообщества. Член правления Всесоюзного, Украинского и Белорусского научных обществ хирургов. Избирался председателем Хирургического общества города Минска, являлся членом редакционной коллегии журналов «Вестник хирургии» и «Хирургия».
Умер в Минске 3 ноября 1970 года. Похоронен на Минском кладбище по Московскому шоссе.

## Научная деятельность
Труды, монографии:
- Гнилорыбов Т.Е., Гришин И.Н. Кортикостероиды при лечении воспалительных хирургических заболеваний. — М., 1968.
- Гнилорыбов Т.Е., Кот А.П. Пластика свободным кожным лоскутом. — Минск, 1968.

## Награды
Заслуги отмечены наградами:
- Орден Отечественной войны II степени
- Орден Трудового Красного Знамени
- Орден «Знак Почёта»
- другие медали.